# Zoniranje
Zoniranje je metoda urbanističkog planiranja u kojoj opština ili drugi nivo vlasti deli zemljište na područja koja se nazivaju zonama, unutar kojih je određeno korišćenje zemljišta dozvoljeno ili zabranjeno. Zone se mogu definisati za namensku upotrebu (npr. stambene, industrijske) ili mogu kombinovati nekoliko kompatibilnih upotreba.
Pravila planiranja mogu se različito definisati za svaku zonu, određujući da li se može dati planska dozvola za izgradnju određenog objekta. Zoniranje može odrediti razne direktne i uslovne namene zemljišta. Ono može ukazivati na veličinu i dimenzije parcela na koje zemljište može biti podeljeno, ili na oblik i razmere zgrada. Ove smernice su uspostavljene radi regulisanja gradskog rasta i razvoja.
Zoniranje je najčešći regulatorni metod urbanog planiranja koji koriste lokalne ouprave u razvijenim zemljama. Izuzeci uključuju Ujedinjeno Kraljevstvo i grad Hjuston. Zakoni o zoniranju koji ograničavaju izgradnju novih stanova (kao što je jednoporodično zoniranje) povezani su sa smanjenom dostupnošću i glavni su faktor u stambenoj segregaciji u Sjedinjenim Državama prema prihodima i rasi.

## Opseg
Primarna svrha zoniranja je razdvajanje upotreba za koje se smatra da su nekompatibilne. U praksi se zoniranje takođe koristi da bi se sprečilo da novi razvoj ometa postojeće namene i/ili da bi se sačuvao „karakter” zajednice.
Zoniranje može obuhvatati regulisanje vrsta aktivnosti koje će biti prihvatljive na određenim parcelama (kao što su otvoreni prostor, stambene, poljoprivredne, komercijalne ili industrijske), gustine pri kojima se te aktivnosti mogu obavljati (od kuća male gustine kao što su samostalni porodični domovi, do velike gustine kao što su stanovi u visokim zgradama), visina zgrada, količina prostora koji strukture mogu da zauzimaju, lokacije zgrade na parceli (udaljenosti), proporcije tipova prostora na parceli, kao što su veličina uređenog prostora, nepropusnih površina, saobraćajnih traka i da li je parkiranje omogućeno ili ne.

## Poreklo i istorija zoniranja
Poreklo zonskih okruga može se pratiti još od antike. Drevni grad ograđen zidinama bio je prethodnik za klasifikaciju i regulisanje zemljišta, na osnovu upotrebe. Izvan gradskih zidina bile su nepoželjne funkcije, koje su se obično zasnivale na buci i mirisu; tu su živeli i najsiromašniji ljudi. Prostor između zidova je mesto gde su se dešavale nehigijenske i opasne aktivnosti kao što su kasapljenje, odlaganje otpada i pečenje cigle. Unutar zidina su se nalazila građanska i verska mesta, gde je živela većina ljudi.
Pored razlikovanja između urbanog i neurbanog zemljišta, većina drevnih gradova dalje je klasifikovala tipove zemljišta i namene unutar svojih zidina. Ovo se praktikovalo u mnogim regionima sveta – na primer, u Kini za vreme dinastije Džou (1046 – 256 pne), u Indiji tokom vedske ere (1500 – 500 pne), i u vojnim logorima koji su se širili po celom Rimskom carstvu (31 pne – 476). Pošto su stambeni okruzi činili većinu gradova, rani oblici distrikta su obično bili duž etničkih i profesionalnih podela; generalno, klasa ili status su smanjivani od centra grada ka spolja. Jedan pravni oblik sprovođenja ovoga bio je kastinski sistem.
Dok je prostor bio urezan za važne javne institucije, bogomolje, maloprodajne sektore, pijace i trgove, postoji jedna velika razlika između gradova antike i današnjice. Tokom antike, sve do početka industrijske revolucije (1760–1840), većina posla se odvijala u kući. Stoga su stambena naselja funkcionisala i kao mesta rada, proizvodnje i trgovine. Definicija doma bila je vezana za definiciju ekonomije, što je izazvalo mnogo veće mešanje namena unutar stambenih četvrti gradova.
Tokom prosvetiteljske i industrijske revolucije, kulturne i društveno-ekonomske promene dovele su do brzog povećanja primene i pronalaženja urbanističkih propisa. Promene su bile podstaknute novom naučnom racionalnošću, pojavom masovne produkcije i složene proizvodnje, i potonjim početkom urbanizacije. Industrija koja je napustila dom i preoblikovala je moderne gradove.
Prenaseljenost, zagađenje i urbana sirotinja povezana sa fabrikama bili su glavni problemi koji su naveli gradske zvaničnike i planere da razmotre potrebu za funkcionalnim razdvajanjem korišćenja. Francuska, Nemačka i Britanija su mesta gde je izmišljeno pseudozoniranje kako bi se sprečilo da se zagađujuće industrije grade u stambenim područjima. Rane upotrebe modernog zoniranja viđene su u Nemačkoj krajem 19. veka.

## Tipovi

### Zoniranje po obrascu
Zoniranje po obrascu je tehnika zoniranja u kojoj opština obezbeđuje licencirane unapred odobrene projekte zgrada, obično uz ubrzani proces izdavanja dozvola. Ovaj vid zoniranja se koristi da bi se smanjile prepreke stambenom razvoju, stvorile povoljnije stambene jedinice, smanjilo opterećenje osoblja koje pregleda dozvole i stvorio kvalitetan stambeni dizajn unutar određenog naselja ili jurisdikcije. Zoniranja po obrascu se takođe može koristiti za promovisanje određenih tipova zgrada kao što su nedostajuće središnje stanovanje i pristupačne male komercijalne nekretnine. U nekim slučajevima, opština kupuje modele dizajna i sama gradi imovinu, dok u drugim slučajevima opština nudi obrasce za privatni razvoj.

## Literatura
- Taylor, George (2018). Town Planning for Australia (Studies in International Planning History). Routledge. ISBN 978-1138372580.
- Gurran, N., Gallent, N. and Chiu, R.L.H. Politics, Planning and Housing Supply in Australia, England and Hong Kong (Routledge Research in Planning and Urban Design), Routledge, 2016.
- Bassett, E.M. The master plan, with a discussion of the theory of community land planning legislation. New York: Russell Sage foundation, 1938.
- Bassett, E. M. Zoning. New York: Russell Sage Foundation, 1940
- Hirt, Sonia. Zoned in the USA: The Origins and Implications of American Land-Use Regulation (Cornell University Press, 2014) 245 pp. online review
- Stephani, Carl J. and Marilyn C. ZONING 101, originally published in 1993 by the National League of Cities, now available in a Third Edition, 2012.
- Dougherty, Conor, Golden gates : fighting for housing in America, ISBN 978-0-593-16532-4, OCLC 1161988433
- Einstein, Katherine Levine. Neighborhood defenders : participatory politics and America's housing crisis. ISBN 978-1-108-76949-5. OCLC 1135562802.
- Trounstine, Jessica (2020). „The Geography of Inequality: How Land Use Regulation Produces Segregation”. American Political Science Review (на језику: енглески). 114 (2): 443—455. ISSN 0003-0554. doi:10.1017/S0003055419000844 .
- Manville, Michael; Monkkonen, Paavo; Lens, Michael (2. 1. 2020). „It’s Time to End Single-Family Zoning”. Journal of the American Planning Association. 86 (1): 106—112. ISSN 0194-4363. doi:10.1080/01944363.2019.1651216 .
- Weiss, Marc A. (1987). The Rise of the Community Builders: The American Real Estate Industry and Urban Land Planning. New York: Columbia University Press. стр. 80–86. ISBN 0-231-06505-1.
- Ferguson, Cheryl Caldwell (2014). Highland Park and River Oaks: The Origins of Garden Suburban Community Planning in Texas. Austin: University of Texas University Press. стр. 10—13. ISBN 978-0292748361.
- Erickson, Amanda (24. 8. 2012). „A Brief History of the Birth of Urban Planning”. The Atlantic Cities. Atlantic Media Company. Архивирано из оригинала 25. 08. 2012. г. Приступљено 20. 11. 2017.
- Rice, Roger L. (1968). „Residential Segregation by Law, 1910–1917”. Journal of Southern History. 34 (2): 179—199. JSTOR 2204656. doi:10.2307/2204656.
- Rothstein, Richard (2017). The Color of Law: A Forgotten History of How Our Government Segregated America. New York: Liveright Publishing Company. стр. 44—48. ISBN 9781631492853.

## Spoljašnje veze
- Trounstine, Jessica (2018). „Segregation by Design: Local Politics and Inequality in American Cities”. Cambridge University Press (на језику: енглески). Приступљено 16. 6. 2020.